# ميخائيل كراوتش
ميخائيل كراوتش (بالإنجليزية: Michael Crouch)‏ هو مسير أعمال أسترالي، ولد في 27 مايو 1933 في سيدني في أستراليا، وتوفي في 9 فبراير 2018 بسبب مرض باركنسون.